# Macronemurus nuncius
Macronemurus nuncius is een insect uit de familie van de mierenleeuwen (Myrmeleontidae), die tot de orde netvleugeligen (Neuroptera) behoort. 
Macronemurus nuncius is voor het eerst wetenschappelijk beschreven door Navás in 1913.